# Інфоанархізм
Інфоанархізм — це термін, що охоплює різні суспільні рухи, які виступають проти ряду форм інтелектуальної власності, таких як авторське право і патенти, а також проти цензури в цілому.

## Походження терміна
Вперше термін був використаний у статті Дженніфер Л. Шенкер (Jennifer L. Schenker) під назвою «Інфоанархіст», опублікованій в журналі Тайм у липні 2000 року. «Анархія означає безвладдя, і саме це характеризує архітектуру Freenet», — каже ірландський програміст Ієн Кларк, відомий як дизайнер і головний розробник мережі Freenet. «Вона не має жодного централізованого контролю. Насправді, вона спроектована таким чином, що її неможливо контролювати».

## Опис
Концепція інфоанархізму виникла на початку 2000-х років. Інфоанархізм є частиною руху за відміну авторського права, який прагне створення набагато гнучкіших і м'якших бар'єрів на шляху до інформації (див.: копілефт, варез). Рухи за скасування авторського права і патентів в цілому охоплюють широкий спектр соціальних груп з різними поглядами. Цифровий соціалізм і піратство є частиною цього руху, але їх не слід плутати. Інфоанархістські практики також включають автономію та федералізм, що застосовуються до організації інформаційно-комунікаційних мереж. Інфоанархісти та ідейні дисиденти використовують анонімні мережі (наприклад, Freenet, Tor тощо), які ускладнюють моніторинг з боку урядів і спецслужб, а також стеження з боку крекерів.
У той час як криптоанархізм фокусується на конфіденційних комунікаціях між людьми за допомогою інформаційно-комунікаційних технологій, інфоанархізм більше уваги приділяє можливостям масового анонімного доступу до різних інформаційних ресурсів.